# Godzina (utwór)

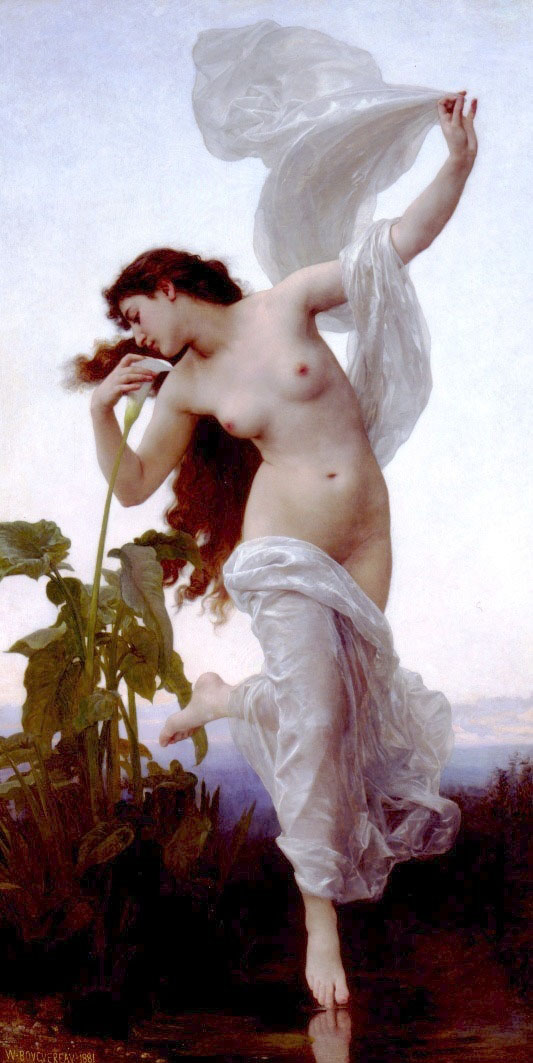
Jutrzenka na obrazie William-Adolphe Bouguereau'a

Godzina – pierwszy utwór prozatorski Antoniego Langego napisany między wrześniem a październikiem 1894 w Pieścidłach. W 1895 wszedł w skład pierwszego tomu Poezyj. Dzieło gatunkowo przynależy do powieści młodopolskiej; łączy przy tym fantastykę, secesję w stylu i okultyzm. Wątki baśniowe (spotkanie Artemis z Godziną) przeplatają się z realistycznymi (obraz ludzi ubogich, nędza miasta), a obok epickości występują elementy prozy poetyckiej i tzw. dialogów.